# Sjællandsk
Sjællandsk er betegnelsen for den danske dialekt, der tales på Sjælland. Sjællandsk tilhører dialektfamilien ømål. Rigsdansk bygger på sjællandsk, hvorfor dialektens ord i dag ikke forekommer særegne for rigsdansktalende, i modsætning til f.eks. jysk. 
Særligt karakteristisk for sjællandsk er stødefterslag. 